# Remigija Nazarovienė
Remigija Nazarovienė, nata Sablovskaitė (Aşgabat, 2 giugno 1967), è un'ex multiplista lituana, fino al 1991 sovietica.

## Palmarès

### Mondiali
- 1 medaglia:
  - 1 bronzo (Atene 1997 nell'eptathlon)